# Lista stadionów piłkarskich w Stanach Zjednoczonych
Lista stadionów piłkarskich w Stanach Zjednoczonych składa się z obiektów drużyn znajdujących się w Major League Soccer (I poziomie ligowym USA) podzielonych na 2 konferencje. Na najwyższym poziomie rozgrywkowym znajduje się 19 drużyn, których stadiony zostały przedstawione w poniższej tabeli według kryterium pojemności, od największej do najmniejszej. Tabela uwzględnia również miejsce położenia stadionu (miasto oraz region), klub do którego obiekt należy oraz rok jego otwarcia lub renowacji.
Do listy dodano również stadiony o pojemności powyżej 20 tys. widzów, które są areną domową drużyn z niższych lig lub obecnie w ogóle nie rozgrywano mecze piłkarskie.
Na 9 stadionach z listy: Rose Bowl w Pasadenie, Pontiac Silverdome w Pontiac, Stanford Stadium w Stanfordzie, Giants Stadium w East Rutherford, Citrus Bowl w Orlando, Soldier Field w Chicago, Cotton Bowl w Dallas, Foxboro Stadium w Bostonie oraz RFK Stadium w Waszyngtonie zostały rozegrane Mistrzostwa Świata w Piłce Nożnej 1994, które organizowały Stany Zjednoczone. Na Rose Bowl w Pasadenie został rozegrany finał tych mistrzostw.
Legenda:

    – stadiony w budowie lub przebudowie

    – stadiony zamknięte lub zburzone
| Lp | Nazwa stadionu                      | Miejscowość     | Region              | Drużyny                                                               | Pojemność | Otwarty        | Zdjęcie |
| -- | ----------------------------------- | --------------- | ------------------- | --------------------------------------------------------------------- | --------- | -------------- | ------- |
| 1  | Ohio Stadium                        | Columbus        | Ohio                | Ohio State Buckeyes, Columbus Crew (1996–1999)                        | 102 329   | 1921           |         |
| 2  | Rose Bowl                           | Pasadena        | Kalifornia          | Los Angeles Galaxy, CD Chivas USA                                     | 94 542    | 1922           |         |
| 3  | Los Angeles Memorial Coliseum       | Los Angeles     | Kalifornia          | Los Angeles Aztecs (1977, 1981)                                       | 93 607    | 1923           |         |
| 4  | Sanford Stadium                     | Athens          | Georgia             |                                                                       | 92 746    | 1929           |         |
| 5  | Cotton Bowl                         | Dallas          | Teksas              | Dallas Burn/FC Dallas (1996–2002; 2004–2005)                          | 92 200    | 1930           |         |
| 6  | FedExField                          | Landover        | Maryland            |                                                                       | 91 704    | 1997           |         |
| 7  | MetLife Stadium                     | East Rutherford | New Jersey          |                                                                       | 82 566    | 2010           |         |
| 8  | Silverdome                          | Pontiac         | Michigan            | Detroit Express (1978–1980)                                           | 80 311    | 1975           |         |
| 9  | AT&T Stadium                        | Arlington       | Teksas              |                                                                       | 80 000    | 2009           |         |
| 10 | Arrowhead Stadium                   | Kansas City     | Missouri            | Kansas City Wizards (1996–2007)                                       | 79 451    | 1972           |         |
| 11 | Sports Authority Field at Mile High | Denver          | Kolorado            |                                                                       | 76 125    | 2001           |         |
| 12 | Sun Life Stadium                    | Miami Gardens   | Floryda             |                                                                       | 75 540    | 1987           |         |
| 13 | Bank of America Stadium             | Charlotte       | Karolina Północna   |                                                                       | 73 298    | 1996           |         |
| 14 | FirstEnergy Stadium                 | Cleveland       | Ohio                |                                                                       | 73 200    | 1999           |         |
| 15 | Legion Field                        | Birmingham      | Alabama             |                                                                       | 71 594    | 1926           |         |
| 16 | Reliant Stadium                     | Houston         | Teksas              |                                                                       | 71 500    | 2002           |         |
| 17 | Qualcomm Stadium                    | San Diego       | Kalifornia          |                                                                       | 71 249    | 1967           |         |
| 18 | Florida Citrus Bowl Stadium         | Orlando         | Floryda             | Orlando City S.C. (2011–2013)                                         | 70 000    | 1936           |         |
| 19 | LP Field                            | Nashville       | Tennessee           |                                                                       | 68 798    | 1999           |         |
| 20 | Gillette Stadium                    | Foxborough      | Massachusetts       | New England Revolution                                                | 68 756    | 2002           |         |
| 21 | Lincoln Financial Field             | Filadelfia      | Pensylwania         | Philadelphia Union (2010–)                                            | 68 532    | 2003           |         |
| 22 | EverBank Field                      | Jacksonville    | Floryda             |                                                                       | 67 246    | 1995           |         |
| 23 | CenturyLink Field                   | Seattle         | Waszyngton          | Seattle Sounders FC                                                   | 67 000    | 2002           |         |
| 24 | Raymond James Stadium               | Tampa           | Floryda             | Tampa Bay Mutiny (1999–2001)                                          | 65 890    | 1998           |         |
| 25 | Hubert H. Humphrey Metrodome        | Minneapolis     | Minnesota           | Minnesota Strikers (1984), Minnesota United FC (2012–2013)            | 64 000    | 1982           |         |
| 26 | University of Phoenix Stadium       | Glendale        | Arizona             |                                                                       | 63 400    | 2006           |         |
| 27 | Soldier Field                       | Chicago         | Illinois            | Chicago Fire (1998–2001; 2003–2005)                                   | 61 500    | 1924/ 2003     |         |
| 28 | Papa John’s Cardinal Stadium        | Louisville      | Kentucky            |                                                                       | 56 000    | 1998           |         |
| 29 | Yankee Stadium                      | Nowy Jork       | Nowy Jork           |                                                                       | 54 251    | 2009           |         |
| 30 | Rutgers Stadium                     | Piscataway      | New Jersey          |                                                                       | 52 454    | 1994           |         |
| 31 | Independence Stadium                | Shreveport      | Luizjana            |                                                                       | 50 832    | 1925           |         |
| 32 | Aloha Stadium                       | Halawa          | Hawaje              |                                                                       | 50 000    | 1975           |         |
| 33 | Stanford Stadium                    | Stanford        | Kalifornia          | San Jose Earthquakes (2011–)                                          | 50 000    | 1921/ 2006     |         |
| 34 | Chase Field                         | Phoenix         | Arizona             |                                                                       | 49 033    | 1998           |         |
| 35 | Oakland-Alameda County Coliseum     | Oakland         | Kalifornia          | San Jose Earthquakes (2008–2009), Oakland Stompers (1978)             | 47 416    | 1966           |         |
| 36 | RFK Stadium                         | Waszyngton      | Dystrykt Kolumbii   | D.C. United                                                           | 47 359    | 1961           |         |
| 37 | Rice-Eccles Stadium                 | Salt Lake City  | Utah                | Real Salt Lake (2005–2008)                                            | 45 017    | 1927/ 1998     |         |
| 38 | PETCO Park                          | San Diego       | Kalifornia          |                                                                       | 42 445    | 2004           |         |
| 39 | Citi Field                          | Nowy Jork       | Nowy Jork           |                                                                       | 41 800    | 2009           |         |
| 40 | AT&T Park                           | San Francisco   | Kalifornia          |                                                                       | 41 503    | 2000           |         |
| 41 | Minute Maid Park                    | Houston         | Teksas              |                                                                       | 40 950    | 2000           |         |
| 42 | Rentschler Field                    | East Hartford   | Connecticut         |                                                                       | 40 000    | 2003           |         |
| 43 | University Stadium                  | Albuquerque     | Nowy Meksyk         |                                                                       | 38 643    | 1960           |         |
| 44 | Navy–Marine Corps Memorial Stadium  | Annapolis       | Maryland            | Crystal Palace Baltimore                                              | 34 000    | 1959           |         |
| 45 | Robertson Stadium                   | Houston         | Teksas              | Houston Cougars (1946–1950; 1998–2012), Houston Dynamo (2006–2011)    | 32 000    | 1942           |         |
| 46 | Cajun Field                         | Lafayette       | Luizjana            | Louisiana–Lafayette Ragin’ Cajuns                                     | 31 000    | 1971           |         |
| 47 | StubHub Center                      | Carson          | Kalifornia          | Reprezentacja Stanów Zjednoczonych, Los Angeles Galaxy, CD Chivas USA | 30 510    | 2003           |         |
| 48 | Spartan Stadium                     | San Jose        | Kalifornia          | San Jose Earthquakes (1974–1984)                                      | 30 456    | 1933           |         |
| 49 | Harvard Stadium                     | Boston          | Massachusetts       | Boston Breakers                                                       | 30 323    | 1903           |         |
| 50 | Mackay Stadium                      | Reno            | Nevada              | Nevada Wolf Pack                                                      | 29 993    | 1966           |         |
| 51 | Amos Alonzo Stagg Memorial Stadium  | Stockton        | Kalifornia          | Pacific Tigers                                                        | 28 000    | 1950           |         |
| 52 | Princeton University Stadium        | Princeton       | New Jersey          | Princeton Tigers                                                      | 27 773    | 1998           |         |
| 53 | Red Bull Arena                      | Harrison        | New Jersey          | New York Red Bulls                                                    | 25 189    | 2010           |         |
| 54 | War Memorial Stadium                | Wailuku         | Hawaje              |                                                                       | 23 000    | 1969           |         |
| 55 | BBVA Compass Stadium                | Houston         | Teksas              | Houston Dynamo (2012–), Houston Dash (2014–)                          | 22 039    | 2012           |         |
| 56 | Oliver C. Dawson Stadium            | Orangeburg      | Karolina Południowa | South Carolina State                                                  | 22 000    | 1955/ 1994     |         |
| 57 | Edwards Stadium                     | Berkeley        | Kalifornia          | California Golden Bears                                               | 22 000    | 1932           |         |
| 58 | Juan Ramón Loubriel Stadium         | Bayamón         | Portoryko           | Puerto Rico Islanders                                                 | 22 000    | 1973           |         |
| 59 | City Stadium                        | Richmond        | Wirginia            | Richmond Kickers                                                      | 22 000    | 1929           |         |
| 60 | Finley Stadium                      | Chattanooga     | Tennessee           | Chattanooga FC                                                        | 20 668    | 1997           |         |
| 61 | Stambaugh Stadium                   | Youngstown      | Ohio                | Youngstown State Penguins                                             | 20 630    | 1982           |         |
| 62 | Toyota Stadium                      | Frisco          | Teksas              | FC Dallas (2005–)                                                     | 20 500    | 2005           |         |
| 63 | Columbus Crew Stadium               | Columbus        | Ohio                | Columbus Crew                                                         | 20 455    | 1999           |         |
| 64 | Lockhart Stadium                    | Fort Lauderdale | Floryda             | Fort Lauderdale Strikers, Miami Fusion F.C. (1998–2001)               | 20 450    | 1959           |         |
| 65 | Providence Park                     | Portland        | Oregon              | Portland Timbers, Portland Thorns FC                                  | 20 438    | 1926           |         |
| 66 | Rio Tinto Stadium                   | Sandy           | Utah                | Real Salt Lake                                                        | 20 213    | 2008           |         |
| 67 | Dillon Stadium                      | Hartford        | Connecticut         |                                                                       | 20 000    | 1939           |         |
| 68 | Gillette Stadium                    | Foxborough      | Massachusetts       | New England Revolution                                                | 20 000    | 2002           |         |
| 69 | Memorial Stadium                    | Manhattan       | Kansas              |                                                                       | 20 000    | 1922           |         |
| 70 | Mike A. Myers Stadium               | Austin          | Teksas              | Texas Longhorns                                                       | 20 000    | 1999           |         |
| 71 | Toyota Park                         | Bridgeview      | Illinois            | Chicago Fire S.C.                                                     | 20 000    | 2006           |         |
| 72 | Dick’s Sporting Goods Park          | Commerce City   | Kolorado            | Colorado Rapids                                                       | 19 680    | 2007           |         |
| 73 | PPL Park                            | Chester         | Pensylwania         | Philadelphia Union                                                    | 18 500    | 2010           |         |
| 74 | Sporting Park                       | Kansas City     | Kansas              | Sporting Kansas City                                                  | 18 467    | 2011           |         |
| 75 | Buck Shaw Stadium                   | Santa Clara     | Kalifornia          | San Jose Earthquakes                                                  | 11 500    | 1962           |         |
| –  | Foxboro Stadium                     | Foxborough      | Massachusetts       | New England Revolution (1996–2001), New England Tea Men (1978–1980)   | 1971      | rozebrano 2002 |         |
| –  | Giants Stadium                      | East Rutherford | New Jersey          | MetroStars/New York Red Bulls (1996–2008)                             | 1976      | rozebrano 2010 |         |
| –  | Mile High Stadium                   | Denver          | Kolorado            | Colorado Rapids (1996–2001)                                           | 1948      | rozebrano 2001 |         |
| –  | Rutgers Stadium (1938)              | Piscataway      | New Jersey          |                                                                       | 1938      | rozebrano 1993 |         |